# Pirtó
Pirtó község Bács-Kiskun vármegye Kiskunhalasi járásában.

## Fekvése
A Kiskunság aránylag magasabb fekvésű részén helyezkedik el, majdnem azonos távolságra (nagyjából 8-9 kilométerre) Soltvadkerttől és Kiskunhalastól. Az előbbi város az északnyugati, utóbbi a délkeleti szomszédja, rajtuk kívül csak két településsel határos: északkeleti szomszédja Tázlár, a  délnyugati pedig Imrehegy.

### Megközelítése
Belterületén végighúzódik északnyugat-délkeleti irányban az 53-as főút, így ez a legfontosabb, sőt szinte egyedüli közúti megközelítési útvonala. Tázlárral az 5406-os út köti össze.
A hazai vasútvonalak közül a települést a MÁV 150-es számú Budapest–Kelebia-vasútvonala érinti, melynek két megállási pontja is van itt. Pirtói szőlők megállóhely a község északi széle mellett létesült, Pirtó vasútállomás pedig a településtől közel két kilométerre délre, így az alacsonyabb rangú megálló jobban szolgálja a mai lakossági igényeket, mint az úgymond helyi, ám a belterülettől távol eső állomás.

## Története
Régészeti leletek tanúsága szerint a község területe már a népvándorlás idején s az Árpád-korban is lakott volt. A 13. században a betelepülő kunok szállásterületének része lett. A 16. században török megszállás alá került, s ettől kezdve osztozott Kiskunhalas város sorsában. A török kiűzése után a gróf Cseszneky család és a halasi gazdák közös legelőterülete lett. A lassan újranépesedő pirtói határban a 19. századra kiterjedt tanyavilág alakult ki. Önálló településsé csak 1947-ben szervezték, ekkor szakadt el Kiskunhalastól.
A Népköztársaság Elnöki Tanácsa elrendelte Pirtó községnek a Bács-Kiskun megye kiskőrösi járás területéből a kiskunhalasi járás területéhez való átcsatolását, 1962. február 1-jei hatállyal.

## Közélete

### Polgármesterei
- 1990–1994: Molnár László (SZDSZ)[4]
- 1994–1998: Szabó Gyula (független)[5]
- 1998–2002: Szabó Gyula (független)[6]
- 2002–2006: Nagy Ferenc (Fidesz)[7]
- 2006–2010: Nagy Ferenc (Fidesz)[8]
- 2010–2014: Nagy Ferenc (Fidesz)[9]
- 2014–2019: Nagy Ferenc (Fidesz-KDNP)[10]
- 2019–2024: Nagy Ferenc (Fidesz-KDNP)[11]
- 2024– : Nagy Ferenc (Fidesz-KDNP)[1]

## Népesség
A település népességének változása:
| Lakosok száma | 930  | 927  | 916  | 867  | 837  | 829  | 805  |
|               | 2013 | 2014 | 2018 | 2021 | 2022 | 2023 | 2024 |

A 2011-es népszámlálás során a lakosok 85,9%-a magyarnak, 1,2% cigánynak, 0,2% szlováknak mondta magát (14,1% nem nyilatkozott; a kettős identitások miatt a végösszeg nagyobb lehet 100%-nál). A vallási megoszlás a következő volt: római katolikus 41,3%, református 10%, evangélikus 4,1%, görögkatolikus 0,2%, felekezeten kívüli 17% (26,5% nem nyilatkozott).
2022-ben a lakosság 89,5%-a vallotta magát magyarnak, 0,7% cigánynak, 0,2% németnek, 0,1-0,1% románnak, ruszinnak és szerbnek, 1,7% egyéb, nem hazai nemzetiségűnek (10,4% nem nyilatkozott; a kettős identitások miatt a végösszeg nagyobb lehet 100%-nál). Vallásuk szerint 33,3% volt római katolikus, 9,3% református, 5,5% evangélikus, 0,4% görög katolikus, 1% egyéb keresztény, 0,8% egyéb katolikus, 15,5% felekezeten kívüli (34,1% nem válaszolt).

## Nevezetességei
Pirtó környékén, akárcsak a Kiskunság nagy  részén változatos a táj; borókás, jelentős méretű homokbuckák, nyárfaligetek, telepített fenyvesek váltják egymást.

## Híres emberek
A 18. században Pirtó volt gróf Cseszneky János, neves lótenyésztő ménesének központja.